# John Owen (teologo)
John Owen (Stadhampton, 1616 – Ealing, 4 settembre 1683) è stato un predicatore e teologo inglese.

## Biografia
D'origine gallese, John Owen nasce a Stadhampton nell'Oxfordshire e viene educato presso il The Queen's College di Oxford conseguendo il baccalaureato nel 1632 e il master nel 1637. A quel tempo questo college era rinomato per gli studi di metafisica. Cresciuto in ambiente puritano, nel 1637, Owen viene allontanato da Oxford a causa degli statuti repressivi del vescovo Laud e diventa cappellano e tutore nella famiglia di Sir Robert Dormer e poi in quella di Lord Lovelace. Allo scoppio della guerra civile inglese, Owen si schiera dalla parte del Parlamento, perdendo così sia il suo posto che la prospettiva di ereditare le fortune di suo zio, fedele alla Monarchia inglese.
Per un po' vive a Charterhouse Yard, diviso in sé stesso sulle questioni religiose allora dibattute. I suoi dubbi vengono rimossi quando, nella Aldemanbury Chapel, dove si era recato per udire predicare Edmund Calamy ode, invece, il sermone di un predicatore sconosciuto.
La prima pubblicazione di John Owen è: "The Display of Arminianism"' (1642), una denuncia dell'Arminianesimo e spassionata difesa del Calvinismo, subentrando come pastore della comunità di Fordham nell'Essex, resa vacante dopo che il precedente ministro era stato licenziato per "comportamento scandaloso". A Fordham si occupa attivamente della sua parrocchia, e scrive solo l'opera "The Duty of Pastors and People Distinguished" (distinzioni fra i doveri dei pastori e dei fedeli), fino al 1646 quando gli viene a mancare il supporto economico delle prebende parrocchiali, che vengono destinate ad altri fini.
Nel 1644 John Owen sposa Mary Rooke (m. 1675). La coppia genera 11 figli, di cui 10 muoiono nell'infanzia. Solo una figlia sopravvive fino in età adulta, ha un matrimonio sfortunato, ritorna a casa e di lì a poco muore per tubercolosi.

## Carriera
Il 29 aprile, predica di fronte al Parlamento lungo. In questo sermone, e ancor di più nel suo saggio "Country Essay for the Practice of Church Government" ad esso allegato, propone un allontanamento dal Presbiterianesimo in favore di un sistema congregazionalista più tollerante. Così come John Milton, egli, infatti, vedeva ben poca differenza fra la funzione del "nuovo presbitero" e del "vecchio prete", ed esprime la sua scontentezza per una politica ecclesiastica rigida ed arbitraria, qualunque fosse il nome che le veniva data. Diventa così pastore a Coggeshall nell'Essex, dove una larga presenza di immigrati dalle Fiandre gli foirnisce un'atmosfera indipendente a lui congeniale. La sua adozione di principi congregazionalisti non influisce sulle sue posizioni teologiche e, nel 1647 ancora polemizza contro l'Arminianesimo nel suo "The Death of Death in the Death of Christ", (La Morte della Morte nella Morte di Cristo) che lo impegnerà in un lungo dibattito con Richard Baxter. Owen fa amicizia con Thomas Fairfax quando quest'ultimo, con le sue truppe, assedia Colchester, e si rivolge agli armati esortandoli ad astenersi dalle persecuzioni religiose. Viene scelto per predicare in Parlamento il giorno seguente l'esecuzione capitale del re Carlo I senza però menzionare mai l'avvenimento.
In un altro suo sermone predicato successivamente, esorta a che le autorità civili siano sincere nelle loro conclamate persuasioni religiose e questo fa sì che egli riceva non solo la riconoscenza del Parlamento, ma anche personalmente dallo stesso Oliver Cromwell, che porta Owen in Irlanda come suo cappellano ed affinché possa regolare l'attività del Trinity College di Dublino. Fa appello alla Camera dei comuni affinché si occupi delle necessità della religione in Irlanda, così come aveva fatto per quelle del Galles. Nel 1650 accompagna Cromwell nella sua campagna scozzese. Nel marzo del 1651 Cromwell, come Cancelliere di Oxford gli affida il decanato della cattedrale di Christ's Church e lo nomina vice-cancelliere nel settembre del 1652. in entrambe le cariche egli succede al presbiteriano Edward Reynolds.
Durante i suoi otto anni ad Oxford Owen, si dimostra uomo di grande disciplina, diligenza e determinazione, anche se, come testimonia John Locke, le sue tradizioni aristoteliche non vengono mutate. Con Philip Nye Owen smaschera il popolare astrologo William Lilly e, nonostante che condivida la sentenza comminata a due donne quacchere di essere frustate per disturbo della quiete pubblica, il suo governo non si dimostra intollerante. Qui e là continuano ad essere celebrati le tradizionali messe anglicane e nella stessa Christ's Church il cappellano anglicano può continuare il suo ministero. Sebbene venisse dato poco incoraggiamento alla libera ricerca, il Puritanesimo ad Oxford non era semplicemente un tentativo di forzare educazione e cultura "nello stampo di piombo della teologia calvinista". Owen, a differenza di molti suoi contemporanei, era più interessato al Nuovo Testamento che all'Antico. Durante gli anni trascorsi ad Oxford egli scrive "Justitia Divina" (1653), esposizione del dogma che Dio non può perdonare il peccato senza un'espiazione; "Comunione con Dio" (1657) che è stato chiamato "un pezzo di sano misticismo"); la "Dottrina della perseveranza dei santi" (1654), il suo attacco finale all'Arminianesimo; "Vindiciae Evangelicae", un trattato scritto contro il Socinianesimo di John Biddle; "Sulla mortificazione del peccato nei credenti" (1656), un'opera introspettiva ed analitica; "Scisma" (1657), uno dei suoi scritti più leggibili; "Sulla tentazione" (1658), un tentativo di richiamare il Puritanesimo al suo atteggiamento spirituale cardinale dall'anarchia del settarismo e farisaismo che aveva minacciato di distruggere la sua semplicità originaria.

## Vita politica
Oltre ai suoi interessi accademici e letterali, Owen è continuamente coinvolto in affari di stato. Nel 1651 predica davanti al Parlamento il sermone del giorno del ringraziamento. Nel 1562 partecipa ad un dibattito sulla condizione del Protestantesimo in Irlanda. Nell'ottobre del 1563 è fra i molti ministri di culto che Oliver Cromwell convoca per consultazioni sull'unità della Chiesa. Nel dicembre dello stesso anno la sua università gli conferisce il dottorato. Siede per breve tempo in Parlamento come membro della università di Oxford e, con Baxter, viene chiamato a far parte del comitato per stabilire i necessari punti fondamentali per la tolleranza proposta come mezzo di governo. Nello stesso anno presiede un comitato chiamato a regolare gli affari della Scozia. La sua adesione alla causa di Oliver Cromwell, non è mai acritica, opponendosi a che questi diventi re. Così, quando Richard Cromwell succede a suo padre come Cancelliere, Owen perde il suo vice-cancellierato. Nel 1658 egli prende parte ad una conferenza di indipendenti per redigere la Dichiarazione di Savoy.
Alla morte di Cromwell nel 1658 Owen aderisce al partito della Wallingford House e sebbene egli non voglia avere a che fare con la deposizione di Richard Cromwell, a quella di un Protettorato preferisce l'idea di una semplice repubblica. Assiste al ristabilimento del parlamento Rump e, quando George Monk comincia la sua marcia in Inghilterra, Owen, in nome delle chiese indipendenti, a cui Monck si pensava appartenere, e che era in ansia sulle sue intenzioni, gli scrive per dissuaderlo. Nel marzo del 1660 quando prevale il partito presbiteriano, Owen è privato del suo decanato che viene restituito a Reynold. Si ritira così a Stadham, dove pubblica diverse opere di controversia teologica, fra cui il voluminoso "Theologoumena Pantodapa", una storia sul sorgere e sul progresso della teologia.
Il rispetto da lui conseguito da parte delle autorità per la sua eminenza intellettuale fanno sì che egli abbia un'immunità negata ad altri non-conformisti. Nel 1661, viene pubblicata l'opera "Fiat Lux" del monaco francescano John Vincent Cane che esalta l'unità e la bellezza del Cattolicesimo a confronto con la confusione e la molteplicità dei gruppi protestanti. Owen risponde ad essa nel 1662 con le sue "Animadversions" e tanto ha successo che gli vengono offerte delle preferenze, se solo accetta di conformarsi all'establishment della Chiesa anglicana. La condizione del Owen è la libertà per tutti coloro che non condividono le idee di questa chiesa. Da questo negoziato, quindi, non esce nulla di fatto.
Nel 1663 viene invitato dalle Chiese congregazionaliste di Boston (Massachusetts) a diventare loro ministro, ma rifiuta. Il Decreto sulle conventicole (che ne proibisce la formazione al di là della Chiesa di Inghilterra), e il "Decreto delle Cinque miglia" lo riporta a Londra e, nel 1666, dopo in grande incendio della città, egli, con altri leader non-conformisti costituisce una comunità cristiana indipendente. Continua nel contempo a scrivere. Nel 1667 pubblica il suo "Catechismo" proponendo un compromesso per l'unità delle chiese, inefficace, come pure la prima parte della sua voluminosa opera di commento alla Lettera agli Ebrei, la sua esposizione pratica del Salmo 130 (1668 e il suo profondo saggio "Indwelling Sin".
Nel 1669 Owen scrive una rimostranza animata contro i congregazionalisti della Nuova Inghilterra che, sotto l'influenza dei presbiteriani erano diventati essi stessi dei persecutori. In patria egli si impegna nella stessa causa. Nel 1670 lo scritto di Samuel Parker Ecclesiastical Polity attacca i non-conformisti con rozza intolleranza. Owen gli risponde con l'opera: "Truth and Innocence Vindicated"; Parker gli replica offeso. Successivamente Andrew Marvell finalmente riesce a far tacere Parker con un'opera satirica ("The Rehearsal Transposed"): Owen stesso produce un trattato: "On the Trinity" (1669), e "Christian Love and Peace" (1672).
Quando il Decreto sulle Conventicole è ristabilito nel 1670, Owen è invitato a scrivere un saggio di ragioni sottoposte alla Camera dei Lord in protesta. Nell'anno seguente il College di Harvard lo invita per diventarne presidente. Riceve simili inviti da università olandesi. Quando il re Carlo II emette la sua "Dichiarazione di Indulgebza" nel 1672, Owen scrive un discorso per ringraziarlo per le opportunità date di aumentare le chiese ed i culti. Owen è molto rispettato fra la nobiltà (il Congregazionalismo non era il credo più popolare fra i poveri e gli insignificati) e, durante il 1674 sia Carlo II che suo fratello Giacomo lo assicurano della loro buona volontà verso i dissenzienti. Carlo gli offre 1000 ghinee a motivo di compensazione per le passate persecuzioni contro i non-conformisti ed egli stesso riesce ad ottenere che sia liberato John Bunyan, di cui ammira la predicazione. Nel 1674 Owen viene attaccato da William Sherlock, decano di St. Paul, che facilmente, però, riesce a sconfessare. Da quell'anno fino al 1680 egli si impegnerà solo più nella sua attività di pastore e di scrittore.

## Gli ultimi anni
In questo periodo le sue opere maggiori sono "Sull'Apostasia", un triste resoconto sullo stato della religione in Inghilterra dopo la Restaurazione; "Sullo Spirito Santo" (1677-1678) e "La dottrina della giustificazione" (1677). Nel 1680, però, dopo il sermone di Edward Stillingfleet contro il separatismo ecclesiastico, Owen difende i non-conformisti dall'accusa fi scisma nella sua "Brief Vindication". Anche Richard Baxter e John Howe rispondono allo Stillingfleet, il quale replica con: "The Unreasonableness of Separation". Owen, a sua volta, gli risponde e poi lascia la controversia ad altri. Da quel punto Owen si occuperà solo di scrivere, sofferendo solo di colelitiasi e di asma e dall'assurda accusa di essere stato coinvolto nel complotto per l'assassinio di Carlo II. La sua opera più importante è il suo "Trattato sulle chiese evangeliche" che contiene le sue persuasioni finali sul governo della Chiesa.
Muore a Ealing ed è sepolto il 4 settembre 1683 a Bunhill Fields, ad Islington, dove pure è sepolto John Bunyan.

## Opere

### Opere tradotte in italiano
- John Owen, "La tentazione", Alfa & Omega (Caltanissetta), 2008.
- John Owen, "Dio corregge la chiesa privandola della sua presenza" [Il predicatore puritano John Owen affronta argomenti di cui oggi è difficile sentir parlare ed esorta i credenti al cordoglio e al ravvedimento], Alfa & Omega, (Collana "Gli essenziali"), (Caltanissetta).
- John Owen, "Dio: la rocca dei santi" Alfa & Omega (Caltanissetta); [In questo sermone l'autore osserva che «nonostante le più tremende calamità e le distrette più opprimenti che possono abbattersi sul credente, la fede continua a rivolgere il proprio sguardo a Dio e brama abbattere ogni ostacolo al fine di giungere alla sua presenza»].
- John Owen, "Per chi Cristo morì".
- Owen, John, "Del Battesimo dei bambini".